# Le Pin, Isère
Le Pin este o comună în departamentul Isère din sud-estul Franței. În 2009 avea o populație de 1.234 de locuitori.

## Evoluția populației
| An        | 1975 | 1982 | 1990 | 1999 | 2006  | 2009  |
| --------- | ---- | ---- | ---- | ---- | ----- | ----- |
| Populație | 475  | 636  | 850  | 974  | 1.211 | 1.234 |